# Billittu
Il Billittu è un fiume della provincia del Sulcis Iglesiente di 8 km che scorre a Fluminimaggiore.

## Corso del fiume
Nasce a 1094 s.l.m. sul monte Lisone e sfocia nel rio Mannu.